# Halbbauer
Als Halbbauer wurde im Mittelalter und bis in die Neuzeit der Besitzer oder Lehnsnehmer eines Gehöfts bezeichnet, der eine Ackerfläche von etwa einer halben Hube zur Verfügung hatte.
Mit diesem Ertragsmaß, das je nach Region einem Flächenmaß von fünf bis zwölf Hektar entsprach, konnte eine Familie knapp durchkommen und musste etwa die Hälfte ihrer Arbeitskraft dafür einsetzen. Die verbleibende Arbeitszeit verdingten sie sich häufig bei größeren Bauern (Ganzbauer, Huber) oder bei der Grundherrschaft.

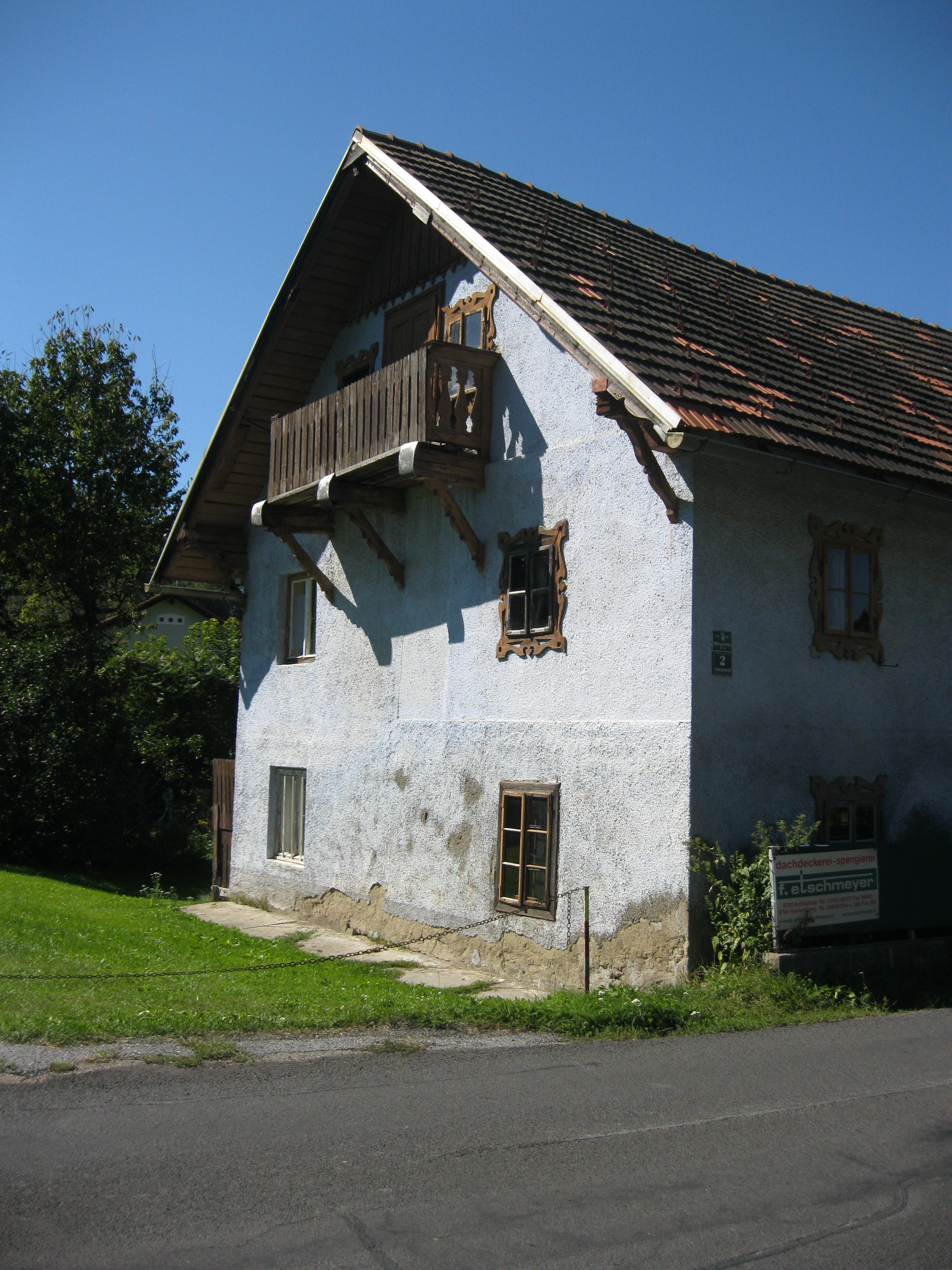
Keusche in Großlobming, Steiermark

Noch kleinere Landwirtschaften wurden im süddeutschen Sprachraum folgendermaßen genannt:
- Herberge (unter ½ Hube) mit Schaf oder Ziege statt Großvieh; ansonsten
- Viertelbauer (¼ bis ½ Hube), immer zusätzlicher Nebenerwerb
- Kleinhäusler (unter ¼ Hube); die Bewohner solcher „Keuschen“ verdingten sich z. B. als Knechte und durften in den Bauernstand nicht einheiraten.
- Zulehner, wenn die bewirtschafteten Grundstücke kein Gebäude hatten.

Viele dieser Bezeichnungen, die in Norddeutschland teilweise anders lauten (z. B. Kötter), sind bis heute in Familiennamen erhalten: 

Halbgebauer, Groß, Huber, Hueber, Huemer, Häusler, Zulehner usw.
In Österreich wird auch ein kleines Bauernhaus – mit kleiner landwirtschaftlich genutzter Grundfläche – als Keusche bezeichnet, die Bewohner als Keuschler. Eine noch kleinere Einheit war eine Hütte, der Bewohner ein Hüttler.